# Birkenrute

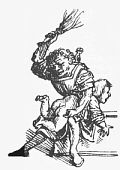
Die Züchtigung mit der Birkenrute als Strafe in der Schule (Hans Holbein der Jüngere)

Eine Birkenrute ist ein Züchtigungsinstrument zur Auspeitschung und wurde früher als Birkenreiserbesen wie ein Schneebesen zum Schaumigschlagen in der Küche verwendet. Die Birkenrute besteht aus einem Bündel blattloser Birkenzweige, das an einem Ende zu einem „Griff“ zusammengebunden wird. Die Zweige des Birkenbaumes eignen sich wegen ihrer Flexibilität für diesen Zweck.
Andere Züchtigungsinstrumente, die auch als „Rute“ oder Zuchtrute bezeichnet werden, wie die Haselrute oder die Weidenrute, bestehen nicht aus einem Bündel zusammengebundener Zweige, sondern einem einzigen geraden Schössling.

## Geschichte

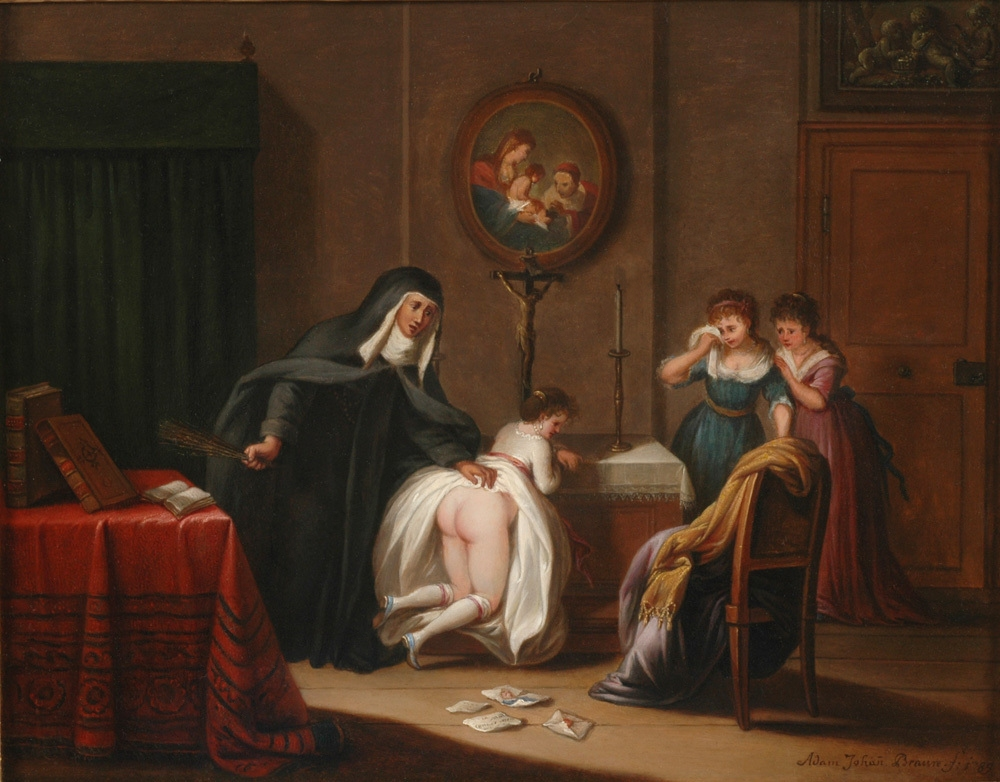
Adam Johann Braun: Mädchenschule 1789

Von der Antike bis zur Mitte des 19. Jahrhunderts war die Birkenrute (neben Stöcken und verschiedenen Arten von Peitschen) ein verbreitetes Züchtigungsinstrument in Mittel-, Nord- und Osteuropa. Die Züchtigung mit der Birkenrute wurde bei Erwachsenen als Körperstrafe für bestimmte Vergehen und Verbrechen, im Zivilrecht und im Militär eingesetzt. In abgemilderter Form wurden Ruten auch als Erziehungsmittel bei Kindern zur Förderung von Disziplin angewendet, einsetzbar war sie zu Hause, in der Schule und in Klöstern.
Ab der Mitte des 19. Jahrhunderts wurde die Birkenrute zunehmend vom (importierten) Rohrstock verdrängt. Dieser wies mehrere Vorteile gegenüber der Rute auf: a) er konnte immer wieder verwendet werden, ohne sich abzunutzen, b) er war schmerzhafter, folglich erforderte er weniger Schläge und die Strafen konnten mit demselben Aufwand verschärft ausgeführt werden, c) war ein Rohrstock gut durch die Kleidung fühlbar. Letzteres beschleunigte zum einen den Vorgang der Züchtigung – in der Schule –, zum anderen kam er den zum Ende des 19. Jahrhunderts anwachsenden moralischen Vorbehalten gegenüber jeder Form von Nacktheit entgegen, da kein Entblößen des Rückens oder Gesäßes des Delinquenten erforderlich. Die Birkenrute wurde stets auf den unbekleideten Körper angewendet, da sie wegen der Dünnheit der Zweige durch Kleidung kaum fühlbar ist.

## Gegenwart
Schon seit dem 20. Jahrhundert kennen die meisten Menschen die Birkenrute fast nur noch im Zusammenhang mit Nikolaus, Knecht Ruprecht, Krampus oder dem Weihnachtsmann. In Europa wurde die Birkenrute zur Vollstreckung von gerichtlichen Strafen auf den zum britischen Kronbesitz gehörenden Inseln, Jersey oder der Isle of Man, noch bis zum Beginn der 1970er Jahre eingesetzt.
In Deutschland ist die körperliche Züchtigung als juristische Strafe und an Schulen bereits seit Jahrzehnten abgeschafft (zuletzt 1980 in Bayern). Das elterliche Züchtigungsrecht, welches Erziehungsberechtigten noch gewisse Körperstrafen gestattet hatte, wurde 2000 mit einer Änderung des § 1631 BGB vollständig aufgehoben.

## Sonstige Anwendung

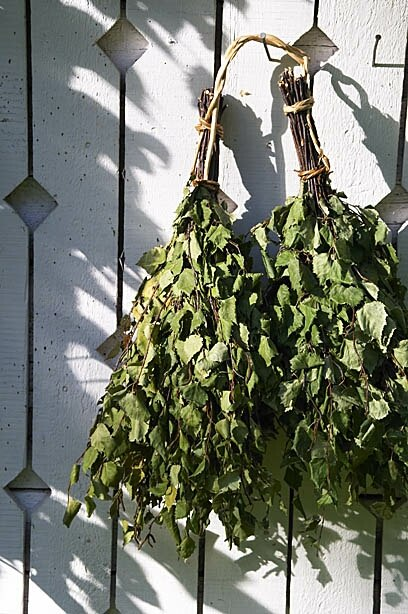
Finnische Vasta oder Vihta auch russischer Wenik. Die zusammengebundenen Birkenzweige dienen als „Peitsche“ für die Hautmassage in der Sauna.

Eine religiöse Form der Anwendung erfolgte beim Flagellantismus, um durch Schmerz am Körper den Geist zu reinigen.
In der finnischen oder russischen Sauna ist es beliebt, sich selbst oder gegenseitig mit frischen Birkenzweigen zu schlagen, um die Blutzirkulation anzuregen. Die Birkenzweige sind jedoch nicht entblättert, wodurch bei diesen Schlägen kaum Schmerz entsteht. Die Wirkung wird vielmehr als angenehme, erfrischende Massage empfunden.
Im Englischen wird die Züchtigung mit der Birkenrute als birching bezeichnet. Sie wird in verschiedenen Formen von BDSM zur sexuellen Stimulation genutzt.

## Legende
In der Heiligenlegende von Sankt Birgitta von Schweden (1303–1373) geschah folgendes Wunder im Zusammenhang mit einer Birkenrute: Als Sankt Birgitta zwölf Jahre alt war, begann sie nachts heimlich ihr Bett zu verlassen und bäuchlings auf dem kalten Fußboden ausgestreckt zu beten. Als ihre Muhme sie dabei fand, ließ sie eine Rute bringen, um sie für diesen kindlichen Unfug zu bestrafen. Als sie die Rute zum Schlag erhob, zerbrach die Rute in ihrer Hand jedoch in kleine Stücklein.